# Проблем трансформације
У дискусијама 20. века о економији Карла Маркса, проблем трансформације је проблем проналажења општег правила помоћу којег се „вредности“ роба (засноване на њиховом садржају друштвено неопходног рада, према његовој теорији вредности рада) трансформишу у „конкурентне цене“ на тржишту. Овај проблем је први увео марксистички економиста Конрад Шмит и касније обрађен од стране Маркса у поглављу 9 нацрта трећег тома Капитала. Основна тешкоћа је била следећа: с обзиром да Маркс извлачи профит, у облику вишка вредности, из директних уноса рада, и да се однос директног уноса рада према уносу капитала веома разликовао између роба, како је могао да помири ово са тенденцијом ка просечној стопи профита на сав уложени капитал међу индустријама, ако таква тенденција (како су предвидели Маркс и Рикардо) постоји?

## Марксова теорија
Маркс дефинише вредност као број сати рада који је друштвено неопходан за производњу робе. Ово укључује два елемента: Прво, укључује сате које радник нормалне вештине и посвећености троши да произведе робу под просечним условима и са уобичајеном опремом (Маркс ово назива „живи рад“). Друго, укључује рад утеловљен у сировинама, алатима и машинама које се троше или истроше током њене производње (које Маркс назива „мртви рад“). У капитализму, радници проводе део свог радног дана репродукујући вредност својих средстава за егзистенцију, представљену као плате (неопходни рад), и део дана производећи вредност изнад и изнад тога, названу вишак вредности, која иде капиталисти (вишак рада).
Пошто, према Марксу, извор капиталистичког профита представља овај вишак рада радника, и пошто у овој теорији само нови, живи рад производи вредност, чини се логичним да би предузећа са ниским органским саставом (већи удео капитала потрошен на живи рад) имала вишу стопу профита од предузећа са високим органским саставом (већи удео капитала потрошен на сировине и средства за производњу). Међутим, у моделима класичне савршене конкуренције, више стопе профита се генерално не налазе у предузећима са ниским органским саставом, а ниске стопе профита се генерално не налазе у предузећима са високим органским саставом. Уместо тога, постоји тенденција ка изједначавању стопе профита у индустријама са различитим органским саставима. То јест, у таквим моделима без баријера за улазак, капиталисти су слободни да дезинвестирају или инвестирају у било коју индустрију, постоји тенденција ка формирању опште стопе профита, константне у свим индустријама.
Маркс је изнео проблем трансформације као теоретско решење ове несагласности. Тенденција стопе профита ка изједначавању значи да, у овој теорији, не постоји једноставан превод са вредности на новац—нпр., 1 сат вредности једнак је 20 долара—који је исти у сваком сектору економије. Док таква једноставна превод може приближно важити уопштено, Маркс је постулирао да постоји економско-широко, систематско одступање према органским саставима различитих индустрија, тако да 1 сат вредности једнак је 20 долара пута T, где T представља фактор трансформације који варира према органском саставу разматране индустрије.
У овој теорији, T је приближно 1 у индустријама где је органски састав близу просека, мањи од 1 у индустријама где је органски састав испод просека, и већи од 1 у индустријама где је органски састав виши од просека.
Пошто је Маркс разматрао само друштвено неопходни рад, ова варијација међу индустријама нема везе са више плаћеним, квалификованим радом наспрам ниже плаћеног, неквалификованог рада. Овај фактор трансформације варира само у односу на органске саставе различитих индустрија.

## Британска класична теорија вредности рада
Марксова теорија вредности је развијена из теорије вредности рада коју је расправљао Адам Смит и коју су користили многи британски класични економисти. Она је постала централна за његову економију.

### Најједноставнији случај: само трошкови рада
Размотрите једноставан пример који је користио Адам Смит да уведе тему. Претпоставимо економију ловаца са слободном земљом, без ропства и без значајне тренутне производње алата, у којој се лове даброви {\displaystyle (B)} и јелени {\displaystyle (D)}. У језику модерних линеарних модела производње, назовите јединични захтев за унос рада за производњу сваког добра {\displaystyle l_{i}}, где {\displaystyle i} може бити {\displaystyle B} или {\displaystyle D} (тј., {\displaystyle l_{B}} је број сати униформног рада нормално потребан да се ухвати дабар, а {\displaystyle l_{D}} јелен; приметите да морамо претпоставити рад као униформан да бисмо касније могли да користимо униформну стопу плате)... У овом случају, Смит је приметио да ће сваки ловац бити спреман да замени једног јелена (који га кошта {\displaystyle l_{D}} сати) за {\displaystyle {l_{D} \over l_{B}}} даброва. Однос {\displaystyle {l_{D} \over l_{B}}}—тј., релативна количина рада утеловљена у (јединичној) производњи јелена у односу на производњу даброва—даје тако однос размене између јелена и даброва, „релативну цену“ јелена у јединицама даброва. Штавише, пошто су једини трошкови овде трошкови рада, овај однос је такође „релативни јединични трошак“ јелена за било коју дату конкурентну униформну стопу плате {\displaystyle w}. Стога релативна количина рада утеловљена у производњи јелена поклапа се са конкурентном релативном ценом јелена у јединицама даброва, која се може написати као {\displaystyle {P_{D} \over P_{B}}} (где {\displaystyle P} означава апсолутне конкурентне цене у некој произвољној јединици рачуна, и дефинисане су као {\displaystyle P_{i}=wl_{i}}).

### Трошкови капитала
Ствари постају компликованије ако производња користи неко оскудно капитално добро такође. Претпоставимо да лов захтева и стреле {\displaystyle (A)}, са коефицијентима уноса једнаким {\displaystyle a_{i}}, што значи да да бисте ухватили, на пример, једног дабра, потребно је користити {\displaystyle a_{B}} стрела, поред {\displaystyle l_{B}} сати рада. Сада јединични укупни трошак (или апсолутна конкурентна цена) даброва и јелена постаје
{\displaystyle P_{i}=wl_{i}+k_{A}a_{i},(i=B,D)}
где {\displaystyle k_{A}} означава трошак капитала настали у коришћењу сваке стреле.
Овај трошак капитала се састоји од два дела. Прво, постоји трошак замене за замену стреле када се изгуби у производњи. Ово је {\displaystyle P_{A}}, или конкурентна цена стрела, помножена са пропорцијом {\displaystyle h\leq 1} стрела изгубљених након сваког хица. Друго, постоји нето закупнина или повраћај који захтева власник стрела (који можда није иста особа као ловац који је користи). Ово се може изразити као производ {\displaystyle rP_{A}}, где {\displaystyle r} је (униформна) нето стопа повраћаја система.
Сумирајући, и претпостављајући униформну стопу замене {\displaystyle h}, апсолутне конкурентне цене даброва и јелена се могу написати као
{\displaystyle P_{i}=wl_{i}+(h+r)P_{A}a_{i}}
Ипак, још увек морамо одредити конкурентну цену стрела {\displaystyle P_{A}}. Претпостављајући да се стреле производе само радом, са {\displaystyle l_{A}} човек-сати по стрели, имамо:
{\displaystyle P_{A}=wl_{A}}
Претпостављајући даље, ради једноставности, да {\displaystyle h=1} (тј., све стреле се губе након само једног хица, тако да су циркулишући капитал), апсолутне конкурентне цене даброва и јелена постају:
{\displaystyle P_{i}=wl_{i}+(1+r)wl_{A}a_{i}}
Овде, {\displaystyle l_{i}} је количина рада директно утеловљена у јединичној производњи даброва и јелена, док је {\displaystyle l_{A}a_{i}} рад индиректно тако утеловљен, кроз претходну производњу стрела. Збир ова два,
{\displaystyle E_{i}=l_{i}+l_{A}a_{i}},
даје укупну количину утеловљеног рада... Сада је очигледно да релативна конкурентна цена јелена {\displaystyle {P_{D} \over P_{B}}} више не може генерално бити изражена као однос између укупних количина утеловљеног рада. Са {\displaystyle a_{i}>0} однос {\displaystyle {E_{D} \over E_{B}}} ће одговарати {\displaystyle {P_{D} \over P_{B}}} само у два веома посебна случаја: ако је или {\displaystyle r=0}; или, ако {\displaystyle {l_{B} \over l_{D}}={a_{B} \over a_{D}}}. Генерално, ова два односа неће само разликовати: {\displaystyle {P_{D} \over P_{B}}} се може мењати за било који дати {\displaystyle {E_{D} \over E_{B}}}, ако се нето стопа повраћаја или плате мењају.
Како ће се сада видети, ова општа недостатак било какве функционалне везе између {\displaystyle {E_{D} \over E_{B}}} и {\displaystyle {P_{D} \over P_{B}}}, о чему је Рикардо био посебно свестан, је у сржи Марксовог проблема трансформације. За Маркса, r је однос вишка вредности према вредности капитала унапред датог за нелabor inputs, и типично је позитиван у конкурентној капиталистичкој економији.

## Марксова теорија вредности рада

### Вишак вредности и експлоатација
Маркс разликује између радне снаге као потенцијала за рад, и рада, који је њена стварна употреба. Он описује радну снагу као робу, и као све робе, Маркс претпоставља да се у просеку размењује по својој вредности. Њена вредност је одређена вредношћу количине добара потребних за њену репродукцију.
Ипак, постоји разлика између вредности радне снаге и вредности коју производи та радна снага у њеној употреби. За разлику од других роба, у својој употреби, радна снага производи нову вредност изнад оне која се троши њеном употребом. Ова разлика се назива вишак вредности и за Маркса је извор профита за капиталисте. Присвајање вишка рада је оно што Маркс означава као експлоатацију рада.

### Рад као „супстанца која ствара вредност“
Маркс је дефинисао „вредност“ робе као укупну количину друштвено неопходног рада утеловљеног у њеној производњи. Он је развио овај посебан бренд теорије вредности рада у првом поглављу првог тома Капитала. Због утицаја Марксове посебне дефиниције вредности на проблем трансформације, он се цитира у дужини где аргументује на следећи начин:
Узмемо две робе, нпр. кукуруз и гвожђе. Пропорције у којима су оне размењиве, какве год да су те пропорције, увек се могу представити једначином у којој дата количина кукуруза се изједначава са неком количином гвожђа: нпр., 1 квар кукуруза = x cwt. гвожђа. Шта нам ова једначина говори? Она нам говори да у две различите ствари—у 1 квар кукуруза и x cwt. гвожђа, постоји у једнаким количинама нешто заједничко обома. Две ствари морају стога бити једнаке трећој, која сама по себи није ни једна ни друга. Свака од њих, колико год да је вредност размене, мора стога бити редуцибилна на ову трећу.
Ова заједничка „нешто“ не може бити ни геометријска, ни хемијска, ни било која друга природна својство роба. Таква својства захтевају нашу пажњу само у мери у којој утичу на корисност тих роба, чине их корисним вредностима. Али размена роба је очигледно чин карактерисан потпуном апстракцијом од корисне вредности.
Ако онда оставимо по страни корисну вредност роба, оне имају само једно заједничко својство, то да су производи рада. […] Заједно са корисним квалитетима самих производа, ми избацујемо из вида и корисни карактер различитих врста рада утеловљених у њима, и конкретне облике тог рада; не остаје ништа осим онога што је заједничко свима; све се редукује на исти тип рада, апстрактни људски рад.
Корисна вредност, или корисни чланак, стога има вредност само зато што је апстрактни људски рад утеловљен или материјализован у њему. Како, онда, измерити величину ове вредности? Јасно, количином супстанце која ствара вредност, рада, садржане у чланку.
—Карл Маркс, Капитал, Том I, Поглавље 1

### Променљиви и константни капитал
Како рад производи у овом смислу више од сопствене вредности, директни унос рада се назива променљиви капитал и означава се као {\displaystyle v}. Количина вредности коју живи рад преноси на јелена, у нашем претходном примеру, варира према интензитету експлоатације. У претходном примеру, {\displaystyle v_{i}=l_{W}l_{i}}.
Насупрот томе, вредност других уноса—у нашем примеру, индиректни (или „мртви“) прошлог рада утеловљеног у коришћеним стрелaма—се преноси на производ како стоји, без додатака. Стога се назива константни капитал и означава као c. Вредност коју стрела преноси на јелена никада не може бити већа од вредности саме стреле. У нашем претходном примеру, {\displaystyle c_{i}=l_{A}a_{i}}.

### Формуле вредности
Укупна вредност сваког произведеног добра је збир горња три елемента: константни капитал, променљиви капитал и вишак вредности. У нашем претходном примеру:
{\displaystyle p_{i}=c_{i}+v_{i}+s_{i}=l_{A}a_{i}+l_{W}l_{i}+s_{i}}
Где {\displaystyle p_{i}} означава (јединичну) марксовску вредност даброва и јелена.
Међутим, из Марксове дефиниције вредности као укупног утеловљеног рада, мора такође бити тачно да:
{\displaystyle p_{i}=l_{A}a_{i}+l_{i}=E_{i}}
Решавајући за {\displaystyle s_{i}} горње две релације, имамо:
{\displaystyle {s_{i} \over v_{i}}={(1-l_{W}) \over l_{W}}=\sigma }
за све {\displaystyle i}.
Овај нужно униформни однос {\displaystyle {s_{i} \over v_{i}}=\sigma } Маркс назива стопа експлоатације, и он омогућава да се поново напишу Марксове једначине вредности као:
{\displaystyle p_{i}=c_{i}+v_{i}(1+\sigma )=l_{A}a_{i}+l_{W}l_{i}(1+\sigma )}

## Класични табле
Као Рикардо, Маркс је веровао да релативне вредности рада— {\displaystyle {p_{D} \over p_{B}}} у горњем примеру—генерално не одговарају релативним конкурентним ценама— {\displaystyle {P_{D} \over P_{B}}} у истом примеру. Међутим, у трећем тому Капитала он је аргументовао да се конкурентне цене добијају из вредности кроз трансформациони процес, при чему капиталисти прерасподељују међу собом дати агрегатни вишак вредности система на такав начин да доведе до тенденције ка једнакој стопи профита, {\displaystyle r}, међу секторима економије. Ово се дешава због тенденције капиталиста да померају свој капитал ка секторима где он доноси веће повраћаје. Како конкуренција постаје жестока у датом сектору, стопа повраћаја пада, док ће се супротно десити у сектору са ниском стопом повраћаја. Маркс описује овај процес детаљно.

### Марксово резоновање
Следеће две табеле адаптирају пример дабра-јелена-стреле виђен горе (који, наравно, није нађен код Маркса, и само је корисна поједностављења) да илуструју Марксов приступ. У оба случаја се претпоставља да су укупне количине ухваћених даброва и јелена {\displaystyle Q_{B}} и {\displaystyle Q_{D}} респективно. Такође се претпоставља да је реална плата за егзистенцију један дабар по јединици рада, тако да је количина рада утеловљена у њој {\displaystyle l_{W}=E_{B}=l_{A}a_{B}+l_{B}<1}. Табела 1 показује како се одређује укупна количина вишка вредности система, приказана у последњем реду.
| Сектор  | Укупни константни капитал {\displaystyle Q_{i}c_{i}} | Укупни променљиви капитал {\displaystyle Q_{i}v_{i}} | Укупни вишак вредности {\displaystyle \sigma Q_{i}v_{i}}         | Јединична вредност {\displaystyle c_{i}+(1+\sigma )v_{i}}     |
| ------- | ---------------------------------------------------- | ---------------------------------------------------- | ---------------------------------------------------------------- | ------------------------------------------------------------- |
| Даброви | {\displaystyle Q_{B}l_{A}a_{B}}                      | {\displaystyle Q_{B}(l_{A}a_{B}+l_{B})l_{B}}         | {\displaystyle \sigma Q_{B}(l_{A}a_{B}+l_{B})l_{B}}              | {\displaystyle l_{A}a_{B}+(1+\sigma )(l_{A}a_{B}+l_{B})l_{B}} |
| Јелени  | {\displaystyle Q_{D}l_{A}a_{D}}                      | {\displaystyle Q_{D}(l_{A}a_{B}+l_{B})l_{D}}         | {\displaystyle \sigma Q_{D}(l_{A}a_{B}+l_{B})l_{D}}              | {\displaystyle l_{A}a_{D}+(1+\sigma )(l_{A}a_{B}+l_{B})l_{D}} |
| Укупно  |                                                      |                                                      | {\displaystyle \sigma (l_{A}a_{B}+l_{B})(Q_{B}l_{B}+Q_{D}l_{D})} |                                                               |

Табела 2 илуструје како је Маркс мислио да ће овај укупни бити прерасподељен између две индустрије, као „профит“ по униформној стопи повраћаја, r, преко константног капитала. Прво, услов да укупни „профит“ мора бити једнак укупном вишку вредности—у последњем реду табеле 2—се користи да се одреди r. Резултат се затим множи са вредношћу константног капитала сваке индустрије да се добије њен „профит“. Коначно, свака (апсолутна) конкурентна цена у јединицама рада се добија, као збир константног капитала, променљивог капитала и „профита“ по јединици излаза, у последњој колони табеле 2.
| Сектор  | Укупни константни капитал {\displaystyle Q_{i}c_{i}} | Укупни променљиви капитал {\displaystyle Q_{i}v_{i}} | Прерасподељени укупни вишак вредности {\displaystyle rQ_{i}c_{i}}                              | Резултирајућа конкурентна цена {\displaystyle v_{i}+(1+r)c_{i}} |
| ------- | ---------------------------------------------------- | ---------------------------------------------------- | ---------------------------------------------------------------------------------------------- | --------------------------------------------------------------- |
| Даброви | {\displaystyle Q_{B}l_{A}a_{B}}                      | {\displaystyle Q_{B}(l_{A}a_{B}+l_{B})l_{B}}         | {\displaystyle rQ_{B}l_{A}a_{B}}                                                               | {\displaystyle (l_{A}a_{B}+l_{B})l_{B}+(1+r)l_{A}a_{B}}         |
| Јелени  | {\displaystyle Q_{D}l_{A}a_{D}}                      | {\displaystyle Q_{D}(l_{A}a_{B}+l_{B})l_{D}}         | {\displaystyle rQ_{D}l_{A}a_{D}}                                                               | {\displaystyle (l_{A}a_{B}+l_{B})l_{D}+(1+r)l_{A}a_{D}}         |
| Укупно  |                                                      |                                                      | {\displaystyle rl_{A}(Q_{B}a_{B}+Q_{D}a_{D})=\sigma (l_{A}a_{B}+l_{B})(Q_{B}l_{B}+Q_{D}l_{D})} |                                                                 |

Табеле 1 и 2 паралелне су табелама у којима је Маркс разрадио свој нумерички пример.

### Марксова претпостављена грешка и њена корекција
Каснији научници су аргументовали да су Марксове формуле за конкурентне цене погрешне.
Прво, конкурентна равнотежа захтева униформну стопу повраћаја преко константног капитала вреднованог по његовој цени, не његовој марксовској вредности, супротно ономе што је урађено у табели 2 горе. Друго, конкурентне цене резултирају из збира трошкова вреднованих по ценама ствари, не као количинама утеловљеног рада. Стога, и Марксово рачунање {\displaystyle r} и збирови његових формула цена се не сабирају у свим нормалним случајевима, где, као у горњем примеру, релативне конкурентне цене се разликују од релативних марксовских вредности. Маркс је ово приметио али је мислио да није значајно, наводећи у поглављу 9 трећег тома Капитала да „Наша садашња анализа не захтева ближе испитивање овог појма.“
Метода симултаних линеарних једначина рачунања конкурентних (релативних) цена у равнотежној економији је данас веома добро позната. У веома поједностављеном моделу табела 1 и 2, где се претпоставља да је дата стопа плате и једнака цени даброва, најпогоднији начин је да се изразе такве цене у јединицама даброва, што значи нормализација {\displaystyle w=P_{B}=1}. Ово даје (релативну) цену стрела као
{\displaystyle P_{A}=l_{A}} даброва.
Заменом овога у услов релативне цене за даброве,
{\displaystyle 1=l_{B}+(1+r)l_{A}a_{B}},
даје решење за стопу повраћаја као
{\displaystyle r={(1-l_{B}) \over (l_{A}a_{B})}-1}
Коначно, услов цене за јелене се стога може написати као
{\displaystyle P_{D}=l_{D}+(1+r)l_{A}a_{D}=l_{D}+{a_{D}(1-l_{B}) \over a_{B}}}.
Овај последњи резултат, који даје исправну конкурентну цену јелена у јединицама даброва за једноставан модел коришћен овде, генерално је неконзистентан са Марксовим формулама цена из табеле 2.
Ернест Мандел, бранећи Маркса, објашњава ову несагласност у терминима временског оквира производње пре него као логичку грешку; тј., у овом поједностављеном моделу, капитална добра се купују по цени вредности рада, али финални производи се продају по ценама које одражавају прерасподељени вишак вредности.

## После Маркса

### Енгелс
Фридрих Енгелс, уредник трећег тома Капитала, наговестио је од 1894. алтернативни начин гледања на ствар. Његов став је био да чисти марксовски „закон вредности“ из првог тома и „трансформисане“ цене из трећег тома важе за различите периоде економске историје. Конкретно, „закон вредности“ би преовладавао у прекапиталистичким економијама размене, од Вавилона до 15. века, док би „трансформисане“ цене настале под капитализмом: видети Енгелсов цитат од стране Моришиме и Катефорес (1975), стр. 310.
Енгелсово резоновање је касније преузео Мик (1956) и Нел (1973). Ови аутори су аргументовали да, шта год да се каже о његовој интерпретацији капитализма, Марксова теорија „вредности“ задржава своју корисност као алат за интерпретацију прекапиталистичких друштава, јер, како су они тврдили, у прекапиталистичким економијама размене није било „цена производње“ са униформном стопом повраћаја (или „профита“) на капитал. Стога следи да Марксова трансформација мора имати историјску димензију, дату стварним прелазом на капиталистичку производњу (и више нема марксовских „вредности“) на почетку модерне ере. У овом случају, ова права „историјска трансформација“ би могла и требало да заузме место математичке трансформације коју је постулирао Маркс у поглављу 9 трећег тома.

### Други марксистички ставови
Постоји неколико школа мишљења међу онима који себе виде као подржавајуће или даље развијајуће Маркса по питању трансформације вредности у цене, или модификујуће његову теорију на начин да је учине конзистентнијом.... Према темпоралној интерпретацији једног система Капитала коју су развили Алан Фримен, Ендру Климaн и други, Марксови списи о теми су најробусније интерпретирани на такав начин да уклоне све претпостављене неконзистентности. Модерни традиционални марксисти аргументују да не само да теорија вредности рада важи данас, већ и да је Марксово разумевање проблема трансформације углавном исправно. Ендру Климaн је тврдио користећи TSSI оквир: „Једноставна репродукција и униформна профитабилност захтевају да понуде буду једнаке потражњама, али оне могу бити једнаке чак и ако су улазне и излазне цене Периода 1 неједнаке. Пошто су излази једног периода улази следећег, оно што је потребно да би понуде биле једнаке потражњама је да излазне цене Периода 1 буду једнаке улазним ценама Периода 2. Али оне су увек једнаке; крај једног периода је почетак следећег, тако да излазне цене једног периода нужно једнаке улазним ценама следећег периода. Једном када се ово препозна, Борткиевичеве докази одмах падају, како је први пут демонстрирано у Климaну и МекГлону (1988)“.
У пробабилистичкој интерпретацији Маркса коју су развили Емануел Фаржун и Моше Маховер у Законима хаоса (видети референце), они „растварају“ проблем трансформације реконцептуализујући релевантне количине као случајне променљиве. Конкретно, они сматрају да стопе профита достижу равнотежну дистрибуцију. Хеуристичка аналогија са статистичком механиком идеалног гаса их води до хипотезе да ова равнотежна дистрибуција треба да буде гама дистрибуција.
Коначно, постоје марксистички научници (нпр., Анвар Шејк, Макото Ито, Жерар Дименил и Доминик Леви, и Данкан Фоли) који држе да не постоји неспоран логички поступак помоћу којег се изводе магнитуде цена из магнитуда вредности, али ипак мисле да то нема смртоносне последице на његов систем као целину. У неколико веома посебних случајева, Марксова идеја рада као „супстанце“ (разменљиве) вредности не би била отворено у супротности са чињеницама конкурентне равнотеже тржишта. Ови аутори су аргументовали да такви случајеви—иако не генерално посматрани—бацају светло на „скривену“ или „чисту“ природу капиталистичког друштва. Стога Марксове повезане појмове вишка вредности и неплаћеног рада и даље могу бити третирани као основно тачни, иако држе да су практични детаљи њиховог рада компликованији него што је Маркс мислио.

## Критике теорије

### Марксистичке и сраффијанске критике
Неки математички економисти тврде да скуп функција у којима Марксове једначине важе не генерално постоји на нивоу појединачног предузећа или агрегатном нивоу, тако да проблем трансформације из поглавља 9 нема опште решење, ван два веома посебна случаја. Ово је први пут истакао, међу осталима, Борткиевич (1906). У другој половини 20. века, радови Леонтјева и Срафе на линеарним моделима производње пружили су оквир у оквиру којег се овај резултат може аргументовати на општи начин.
Иако никада није заправо поменуо проблем трансформације, Срафин (1960) поглавље 6 о „редукцији“ цена на „датоване“ количине текућег и прошлог утеловљеног рада имплицитно је дао први општи доказ, показујући да се конкурентна цена {\displaystyle P_{i}} i-тог произведеног добра може изразити као
{\displaystyle P_{i}=\sum _{n=0}^{\infty }l_{in}w{(1+r)^{n}}},
где {\displaystyle n} је временско кашњење, {\displaystyle l_{in}} је коефицијент уноса кашњеног рада, {\displaystyle w} је плата, и {\displaystyle r} је стопа „профита“ (или нето повраћаја). Пошто је укупни утеловљени рад дефинисан као
{\displaystyle E_{i}=\sum _{n=0}^{\infty }l_{in}},
из Срафиног резултата следи да генерално не постоји функција од {\displaystyle E_{i}} до {\displaystyle P_{i}}, како су експлицитно направили и разрадили каснији писци, нарочито Ијан Стидман у Маркс после Срафе.
Стандардна референца, са обимним прегледом целокупне литературе пре 1971. и свеобухватном библиографијом, је Самјуелсонов (1971) „Разумевање марксовског појма експлоатације: Резиме проблема трансформације између марксовских вредности и конкурентних цена“ Journal of Economic Literature 9 2 399–431.
Заговорници темпоралне интерпретације једног система као што је Мозли (1999), који аргументују да одређивање цена симултаним линеарним једначинама (које претпоставља да су цене исте на почетку и крају периода производње) је логички неконзистентно са одређивањем вредности временом рада, одбацују принципе математичког доказа да Марксов проблем трансформације нема опште решење. Други марксистички економисти прихватају доказ, али одбацују његову релевантност за неке кључне елементе марксовске политичке економије. Још други одбацују марксовску економију у потпуности, и наглашавају политику претпостављених односа производње уместо тога.

### Немарксистичке критике
Главни научници као што је Пол Самјуелсон доводе у питање претпоставку да се основна природа капиталистичке производње и дистрибуције може сазнати из нереалних посебних случајева. На пример, у посебним случајевима где се примењује, Марксово резоновање се може окренути наглавачке кроз инверзни процес трансформације; Самјуелсон аргументује да Марксов закључак да
Профит је стога [буржоаски] прикривање вишка вредности који мора бити уклоњен пре него што се може открити стварна природа вишка вредности. (Капитал, трећи том, поглавље 2)
могао би са једнаком убедљивошћу бити „трансформисан“ у:
Вишак вредности је стога [марксистички] прикривање профита који мора бити уклоњен пре него што се може открити стварна природа профита.

Самјуелсон није само одбацио теорију вредности рада због проблема трансформације, већ је пружио себе, у сарадњи са економистима попут Карла Кристијана фон Вајцекера, решења. Вајцекер (1962), заједно са Самјуелсоном (1971), анализирали су проблем под претпоставком да економија расте по константној стопи следећи Златно правило акумулације. Вајцекер закључује:... 
Цена робе данас је једнака збиру 'тренутних' вредности различитих уноса рада.
Чак и током 19. века, аустријски економиста Ојген фон Бем-Баверк критикује Марксово решење као неконзистентно: док у првом поглављу првог тома Капитала Карл Маркс објашњава да се вредност било које робе генерално одражава количином рада потребном, неједнакост је само привремена изузетак, ово стога значи да ниво генерисане вредности је потпуно независан од количине капитала компаније, другим речима, органски састав капитала (тј. однос између количине капитала и количине рада) компаније нема утицаја на генерисане профите. Међутим, када се суочава са проблемом трансформације, Карл Маркс је приморан да преиспита своју тезу, тако да објашњава у трећем тому Капитала да после производње, капиталисти ће прерасподелити свој капитал ка компанијама које су оствариле највише стопе вишка вредности све док се стопа вишка вредности не стабилизује за све компаније у сектору производње (пошто капитал није извор вредности и стога профита за Маркса), тако да ће цене добара ићи од 'индукованих' вредношћу рада до цена производње (збир плата и годишњих профита), „Вредност и цена робе се поклапају само случајно и изузетно.“ Међутим, Бем-Баверк истиче контрадикцију формулисану са релацијом између вредности и цене добра у првом тому, тако да марксистичка теорија изгледа контрадикторна и теорија вредности рада нелогична.